# 시모히라 다쿠미
시모히라 다쿠미(일본어: 下平 匠, 1988년 10월 6일 ~ )는 일본의 축구 선수이다.

## 구단 경력
그는 2007년부터 2020년까지 J리그의 감바 오사카, 오미야 아르디자, 요코하마 F. 마리노스, 제프 유나이티드 지바에서 활동하였다.